# The Pros and Cons of Hitch Hiking
The pros and cons of hitch-hiking is het tweede studioalbum dat werd uitgebracht onder de naam Roger Waters. Het eerste Music from the body was nog een samenwerkingsverband met Ron Geesin.

## Inleiding
De start van wat uiteindelijk een solowerk werd ligt in de periode tussen de Pink Floyd albums Animals en The wall. Waters werkte aan dit project vanaf 1977. Toen Pink Floyd in 1978 moest beslissen wat de opvolger moest worden van Animals kwam Waters met demo’s van The pros and cons of hitch-hiking en Bricks in the wall (werktitel van The wall). Hij stelde David Gilmour, Rick Wright en Nick Mason voor het blok; een van de demo’s zou naar een groepsalbum gaan; de ander zou doorgaan als soloproject (Waters: "Look, I'm going to do one of these as a solo project and we'll do one as a band album, and you can choose."). De keus van de band viel op Bricks in the wall; maar het was kantje boord. Manager en gitarist vonden The pros and cons ook sterk. De keus voor The wall zou de band geen windeieren leggen. The pros and cons bleef echter voor langere tijd op de plank liggen, terwijl Waters verder sleutelde. In 1979 werd onder Pink Floyd The wall uitgebracht en in 1983 volgde nog The final cut opgenomen in 1982. Waters pakte de draad weer serieus op begin 1983.

## Thematiek
Het album handelt over een man in een midlifecrisis en seks, thema’s die ook opspelen tijdens The wall. Hij beschrijft een reis door Californië, waarbij hij vreemdgaat, vervolgens probeert hij het weer goed te maken met zijn vrouw door zich als echtpaar terug te trekken op het platteland. Hij eindigt echter alleen, maar met meer mensenkennis. Ondertussen komen allerlei vormen van angst en paranoia voorbij. Waters verpakte het verhaal in een realtime-verhaal analoog aan een droom tussen 4:30:18 en 5:12:32 in de ochtend. Hij wordt dan wakker uit de droom, voelt zich eenzaam en wendt zich tot zijn vrouw die naast hem ligt.
De opnamen vonden plaats in twee geluidsstudio's, de Olympic Studios en de Eel Pie Studios. In zijn eigen The Billiard Room werkte hij aan demoversies. Waters schakelde een keur van bekende musici in waarvan gitarist Eric Clapton een soort comeback maakte met dit album. Claptons bijdrage kwam tot stond door Carolyne Christie Waters, die bevriend was met Patti Boyd, vrouw van Clapton.
Het album werd gestoken in een hoes van Gerald Scarfe, die ook de ontwerper was van de hoes van The wall. De hoes leverde problemen op. De liftende (hitch-hiking) soft-pornoactrice Linzi Drew werd op een rugzak na naakt afgebeeld. Columbia Records, de Amerikaanse distributeur vond dat te ver gaan en plaatste een zwarte balk over haar achterwerk.

## Musici en acteurs
Musici:
- Roger Waters – zang, slaggitaar, basgitaar, tape
- Andy Bown – Hammondorgel, twaalfsnarige gitaar
- Eric Clapton – gitaren, achtergrondzang, Roland gitaarsynthesizer
- Michael Kamen – piano
- David Sanborn - Raphael Ravenscroft, Kevin Flanagan, Vic Sullivan – saxofoons
- Madeline Bell, Katie Kissoon, Doreen Chanter – achtergrondzang
- Andy Newark – drumstel, percussie
- Ray Cooper – percussie
- National Philharmonic Orchestra onder leiding van Michael Kamen

Acteurs:
- Andy Quigley – welshman
- Beth Porter – vrouw
- Roger Waters – man
- Cherry Vanilla – liftster en bediende
- Manning Westwood, Ed Bishop – vrachtwagenchauffeurs
- Jack Palance – Hell’s Angel
- Madeline Bell – vriendin van Hell’s Angel

## Muziek
| Nr. | Titel                                                     | Duur |
| --- | --------------------------------------------------------- | ---- |
| 1.  | 4:30 AM (Apparently they were travelling abroad) (Waters) | 3:12 |
| 2.  | 4:33 AM (Running shoes) (Waters)                          | 4:08 |
| 3.  | 4:37 AM (Arabs with knives and WestGerman skies) (Waters) | 2:17 |
| 4.  | 4:39 AM (For the first time today, part 2) (Waters)       | 2:02 |
| 5.  | 4:41 AM (Sexual revolution) (Waters)                      | 4:49 |
| 6.  | 4:47 AM (The remains of our love) (Waters)                | 3:09 |

| Nr. | Titel                                                          | Duur |
| --- | -------------------------------------------------------------- | ---- |
| 1.  | 4:50 AM (Go fishing) (Waters)                                  | 6:59 |
| 2.  | 4:56 AM (Fot the first time today. part 1) (Waters)            | 1:38 |
| 3.  | 4:58 AM (Dunroamin, dunlivin) (Waters)                         | 3:03 |
| 4.  | 5:01 AM (The pros and cons of hitch hinking (part 10) (Waters) | 4:36 |
| 5.  | 5:06 AM (Every stranger’s eyes) (Waters)                       | 4:48 |
| 6.  | 5:11 AM (The moment of clarity) (Waters)                       | 1:28 |

Het muzikale idee is al in de eerste track te horen en voert terug op het nummer Sad eyes lady of the lowlands van Bob Dylan; een eerbetoon van Dylan aan zijn vrouw Sara Lownds (Waters droeg het album aan Carolyne Christie). In track 7 (4:50 Go fishing) is te horen dat Waters aan dit album werkte tijdens The final cut; het refrein is hetzelfde als de track The Fletcher Memorial Home van The final cut. Sexual revolution is dan weer verbonden aan Bricks in the wall, maar kwam dus op The pros and cons.
Waters was zeer precies in de realtime. Bij de uitgifte van de elpee en de muziekcassette mist na track 6 een vijftal seconden in de verhaallijn. Het was volgens Waters de tijd die benodigd was op elpee of cassette om te draaien. Bij de overzetting naar compact disc (uitgave omstreeks 7 1984) ging dit verloren. Bij verdere digitalisering viel het sommigen op dat er ook kleine tijdverschillen optreden bij track 3 en 6.

## Nasleep
Na de uitgifte van het album kwamen er plannen voor een filmversie van het album met animaties verzorgd door Scarfe en livebeelden door Nicolas Roeg; die laatste was al verantwoordelijk voor de beelden die tijdens de concerten op videoschermen zichtbaar waren en videoclips bij de singles The pros and cons en Sexual revolution.
Alhoewel ondersteund door de dynamiek van de compact disc (muren van geluid tegenover stiltemomenten, aldus Het Parool) wilde de verkoop van het album niet echt vlotten in vergelijking tot albums van Pink Floyd. Trouw had het over een “smakeloos seksistische hoes en vervelende muziek. Jip Golsteijn van De Telegraaf hield zich op de vlakte (was geen liefhebber van de tweed versie van Pink Floyd); Peter Koops van De Volkskrant had het over “vergane glorie” en “inhoudelijk stelde het niet zo veel voor”. In thuisland Engeland haalde het in elf weken notering “slechts” de 13e plaats; in de Verenigde Staten komt het niet verder dan plaats 31. Nederland (negen weken met piek op 1), Zweden (zeven weken met piek 3) en Noorwegen (negen weken met piek 4) vormden uitzonderingen.
Waters ging op wereldtournee, waarbij gastgitarist Tim Renwick zich liet ontvallen dat Waters het allemaal zo precies wilde dat het leden van de band het plezier verloren om het uit te voeren. Het Europese publiek wilde nog wel naar de concerten gaan, maar in de Verenigde Staten wordt het tobben (grote zalen waren niet uitverkocht en lawaai tijdens concerten) en werd Waters met zijn neus op de feiten gedrukt. Alhoewel hij de belangrijkste contribuant is aan Pink Floyd is een solocarrière toch wat anders. Al eerder in 1984 bracht namelijk ook David Gilmour een soloalbum uit (David Gilmour) en toert juist door kleine zalen (onder andere Vredenburg Utrecht) en voelt zich daar mee op zijn gemak. Waters koos in 1985 voor de solocarrière en Pink Floyd onder aanvoering van Gilmour kwam met A Momentary Lapse of Reason.
In 1987 werd weer aangekondigd dat er een 42 minuten durende film zou komen, maar dit verdween al snel uit het nieuws; het zou er nooit van komen.